# 伊洛瓦河
伊洛瓦河是克羅地亞的河流，位於該國中部，屬於洛尼亞河的左支流，河道全長85公里，流域面積1,049平方公里，河畔城鎮有格魯比什諾波列和加雷什尼察。
45°24′49″N 16°44′21″E / 45.41361°N 16.73917°E